# Hans W. Hamacher
Hans Wilhelm Hamacher (* 14. Juni 1920 in Köln; † 23. Juli 2000 in Berlin) war ein deutscher Schauspieler und Synchronsprecher.

## Leben
Nach einer abgeschlossenen Schauspielausbildung debütierte Hamacher als Bühnenschauspieler in der rheinischen Provinz. Es folgten Theaterstationen in Berlin (u. a. Berliner Ensemble), Düsseldorf, Bonn und Neuwied. Darüber hinaus gab er viele Gastspiele an Bühnen in Deutschland, Paris, London, Moskau, Stockholm und Prag. Dabei agierte Hamacher nicht nur als Schauspieler, sondern auch als Regisseur.
Im Jahr 1955 gab er mit einer kleinen Rolle in der DEFA-Produktion Ernst Thälmann – Führer seiner Klasse sein Spielfilmdebüt. Während er als Schauspieler am Berliner Ensemble tätig war, spielte er in einigen weiteren DEFA-Filmen mit, so in Martin Hellbergs Thomas-Müntzer-Biographie, Slatan Dudows Der Hauptmann von Köln und Peter Palitzschs Mutter Courage-Adaption.
Seit Anfang der 1960er-Jahre arbeitete Hamacher an Westberliner Bühnen und in westdeutschen Filmproduktionen. Dabei verkörperte er oft Vertreter von Recht und Ordnung, so in dem Spielfilm Es muß nicht immer Kaviar sein (1961) als Kommissar Denis und in einer Folge der gleichnamigen Fernsehserie von 1977 als Ausbilder Bieselang. Des Weiteren wirkte er mit in Franz Peter Wirths Bühnenadaption Der Regenmacher (neben Lilo Pulver), Rolf Olsens Kriminalfilm Der Arzt von St. Pauli, den Bryan-Edgar-Wallace-Krimis Das Geheimnis der schwarzen Koffer und Das Phantom von Soho und als Konstabler Smith in Wolfgang Staudtes Adaption der Dreigroschenoper.
Darüber hinaus arbeitete Hamacher zwischen 1951 und 1995 umfangreich als Synchronsprecher und lieh seine einprägsame, raue Stimme international bekannten Schauspielkollegen wie John Wayne	(Die Gewaltigen, Die Hafenkneipe von Tahiti), Lionel Barrymore (u. a. in den Filmen der Dr. Kildare-Reihe), Dan Blocker (Wenn mein Schlafzimmer sprechen könnte), Ernest Borgnine (Die Verfolger), Van Heflin (San Fernando), Jack Klugman (In 80 Tagen um die Welt), Karl Malden (Das war der Wilde Westen), Lionel Stander (Versprich ihr alles), Rupert Davies als Kommissar Maigret in der gleichnamigen BBC-Fernsehserie und Ray Collins als Lt. Tragg in der Fernsehserie Perry Mason.

## Filmografie (Auswahl)
- 1955: Ernst Thälmann – Führer seiner Klasse
- 1956: Thomas Müntzer – Ein Film deutscher Geschichte
- 1956: Der Hauptmann von Köln
- 1957: Schlösser und Katen
- 1957: Der Fackelträger
- 1957: Polonia-Express
- 1957: Mutter Courage und ihre Kinder (Theateraufzeichnung)
- 1958: Jahrgang 21
- 1958: Der Prozeß wird vertagt
- 1959: Peter schiesst den Vogel ab
- 1959: Menschen im Hotel
- 1959: Abschied von den Wolken
- 1959: Reportage 57
- 1960: Liebling der Götter
- 1960: Die 1000 Augen des Dr. Mabuse
- 1961: Es muß nicht immer Kaviar sein
- 1961: Diesmal muß es Kaviar sein
- 1961: Bei Pichler stimmt die Kasse nicht
- 1961: Mutter Courage und ihre Kinder (Theateraufzeichnung)
- 1961: Auf Wiedersehen
- 1961: Immer Ärger mit dem Bett
- 1961: Zu jung für die Liebe?
- 1962: Das Geheimnis der schwarzen Koffer
- 1962: Affäre Blum (Fernsehfilm)
- 1962: Der Kronanwalt
- 1963: Die Dreigroschenoper
- 1964: Das Phantom von Soho
- 1964: Das Kriminalmuseum – Der Fahrplan
- 1964: Der Fall Jakubowski – Rekonstruktion eines Justizirrtums
- 1965: Das Liebeskarussell
- 1965: Mädchen hinter Gittern
- 1965: Man soll den Onkel nicht vergiften
- 1967: Das Kriminalmuseum – Die rote Maske
- 1968: Landarzt Dr. Brock (Fernsehserie, eine Folge)
- 1968: Der Arzt von St. Pauli
- 1968: Sir Roger Casement (Fernseh-Zweiteiler)
- 1969: Attentat auf den Mächtigen
- 1969: Meine Schwiegersöhne und ich (Fernsehserie)
- 1970: Peenemünde
- 1970: Schlagzeilen über einen Mord
- 1971: Das Geld liegt auf der Bank
- 1973: Lokaltermin – Auf die Minute
- 1975: Beschlossen und verkündet – Der rote Hahn
- 1975: Kommissariat 9 – Herzlichst eingeladen
- 1977: Es muß nicht immer Kaviar sein (Fernsehserie)
- 1988: Vatanyolu – Die Heimreise
- 1994: Tatort – Geschlossene Akten

## Synchronrollen (Auswahl)
Lionel Barrymore
- 1943: als General in Kampf in den Wolken
- 1988: als T.R. Page Sr. in Millionäre bevorzugt
- 1988: als Großvater Clayton in Saratoga
- 1990: als Howard B. Drake in Der Testpilot
- 1991: als Oliver Jordan in Dinner um acht
- 1991: als Dr. Leonard Gillespie in Dr. Kildare – Filmreihe

Rupert Davies
- 1965: als Smiley in Der Spion, der aus der Kälte kam
- 1966: als Jules Merlin in Die 13 Sklavinnen des Dr. Fu Man Chu
- 1966: als Kommissar Saadi in Wie tötet man eine Dame?
- 1968: als John Lowes in Der Hexenjäger
- 1971: als Whitney in Zeppelin
- 1973: als Anwalt Clemens in Der unheimliche Besucher

Karl Swenson
- 1972: als Aubrey Burnett in Dan Oakland
- 1990: als Ike Daggert in Bonanza
- 1991: als Abel Morgan in Hawaii Fünf-Null

John Houseman
- 1988: als Marions Vater in Eine andere Frau
- 1988: als John Houseman als Erzähler in Die Geister, die ich rief ...
- 1988: als Fahrlehrer in Die nackte Kanone

Bruce Cabot
- 1968: als Joe Horn in Die Unerschrockenen
- 1969: als Sgt. Jeff Newby in Die Unbesiegten

### Filme
- 1957: William Tubbs als O’Brien in Lohn der Angst
- 1967: John Wayne als Taw Jackson in Die Gewaltigen
- 1982: als Bauer in Das letzte Einhorn

### Serien
- 1974: Val Avery als Sheriff Kincaid in Bonanza
- 1984: Pat Corley als Monty in Hart aber herzlich
- 1984: Pat Hingle als Duffy / Ambrose in Hart aber herzlich
- 1988: Michael Constantine als Lt. Ramble in Die Fälle des Harry Fox
- 1990: Hugh Gillin als Phil Resnick in Trio mit vier Fäusten

## Theater
- 1953: Erwin Strittmatter: Katzgraben (Bürgermeister) – Regie: Bertolt Brecht (Berliner Ensemble)
- 1955: Johannes R. Becher Winterschlacht (SS-Obergruppenführer Hörder) – Regie: Bertolt Brecht/Manfred Wekwerth (Berliner Ensemble)
- 1957: Bertolt Brecht: Furcht und Elend des Dritten Reiches – Regie: Lothar Bellag/Käthe Rülicke/Konrad Swinarski/Carl M. Weber/Peter Palitzsch (Berliner Ensemble)
- 1960: Bertolt Brecht: Die Dreigroschenoper (Tiger-Brown) – Regie: Erich Engel (Berliner Ensemble)

## Hörspiele
- 1958: Gerhard Rentzsch/Karl Wagert: Der Fall van der Lubbe (Göring) – Regie: Erich-Alexander Winds (Rundfunk der DDR)
- 1958: Gerhard Stübe: Das erste Wort (Kröger) – Regie: Helmut Hellstorff (Rundfunk der DDR)
- 1959: Friedrich Karl Kaul/Walter Jupé: Alles beim alten (Kriminalrat Fehse) – Regie: Gert Beinemann (Hörspiel – Rundfunk der DDR)
- 1960: Joachim Knauth: Die sterblichen Götter (Claudius) – Regie: Joachim Witte (Hörspiel – Rundfunk der DDR)
- 1960: Anna und Friedrich Schlotterbeck: An der Fernverkehrsstraße 106 (Erbpächter Bachmann) – Regie: Theodor Popp (Rundfunk der DDR)
- 1960: Rolf Schneider: Der dritte Kreuzzug oder Die wundersame Geschichte des Ritters Kunifried von Raupenbiel und seine Aventiuren (Herzog) – Regie: Wolfgang Brunecker (Rundfunk der DDR)
- 1960: Hans Pfeiffer: Zwei Ärzte (Oberstaatsanwalt Brosius) – Regie: Richard Hilgert (Kriminalhörspiel – Rundfunk der DDR)